# Franciszek I Rakoczy
Franciszek I Rakoczy, j. węg I. Rákóczi Ferenc (ur. 24 lutego 1645, w Gyulafehérvár, w Siedmiogrodzie – zm. 8 lipca 1676, na Zamku Makowica w Szaryszu); węgierski szlachcic, elekcyjny książę Siedmiogrodu. Syn Jerzego II Rakoczego, ojciec węgierskiego bohatera narodowego Franciszka II Rakoczego.